# Lody (album)
Lody – trzydziesty pierwszy album zespołu Boys wydany 27 września 2011 roku w firmie fonograficznej Green Star. Płyta zawiera 19 utworów, w tym trzy piosenki w nowych wersjach, dwie piosenki w duecie z Rafałem Koniecznym, jedna piosenka w trio, jeden remix, dwa utwory w duetach z Bastą i Jorrgusem oraz dziesięć premierowych. Do piosenek „Lody (Hej dziewczyno nie bądź taka)”, „Malyna” w duecie z Bastą, „To nie ważne jak i gdzie”, „Nasza muzyka” w duecie z Jorrgusem oraz „Odczep się ode mnie” nakręcono teledyski.

## Lista utworów
1. „Odczep się ode mnie”
2. „Lody (Hej dziewczyno nie bądź taka)”
3. „To nie ważne jak i gdzie”
4. „Piosenka na dzień kobiet”
5. „Malyna” (duet z Bastą)
6. „Gdy oczy (Chwile dwie 2011)”
7. „Miłość w kolorach tęczy”
8. „Nasz pierwszy taniec”
9. „Nasza muzyka” (duet z Jorrgusem)
10. „Ty wiesz”
11. „Tylko Ciebie dziś mam”
12. „Dlaczego Ty mi w głowie zawróciłaś 2011” (duet z Rafałem Koniecznym)
13. „Sny z Tobą”
14. „Ty tylko Ty” (Favi rmx)
15. „Nasze miasto” (trio z duetem Drift & Piotr Karpienia)
16. „Usłysz wołanie” (duet z Rafałem Koniecznym)
17. „Ładna”
18. „Kochać to kochać 2011”
19. „Szalona 2011”